# Metròfanes III
Metròfanes III (en grec Μητροφάνης Γ') va ser patriarca de Constantinoble de l'any 1565 al 1572 i una segona vegada del 1579 al 1580.
Va néixer cap a l'any 1520 a Haskioi, avui un barri d'Istanbul, fill d'un comerciant búlgar. El seu nom laic era Manuel. Es va fer monjo al monestir de la Gran Laura, al Mont Atos, i l'any 1551 va ser elegit metropolità de Cesarea de Capadòcia amb el suport del patriarca Dionís II, que li va assignar diverses missions a Venècia. Però Metròfanes va anar també a Roma on va veure al papa Pau III, i això va ser un escàndol a Constantinoble, on hi van haver disturbis i un intent d'assassinar a Dionís II al que consideraven responsable, i el clergat en va deposar tant l'un com l'altre. Dionís II va governar l'església fins que va morir, perquè no se li va aplicar el cessament ja que va tenir el suport del sultà Solimà I el Magnífic. Metròfanes va haver de marxar de Cesarea. L'any 1551, després de ser indultat, es va retirar al monestir de la Santíssima Trinitat d'Halki, que va renovar, reorganitzar i enriquir amb una important biblioteca.
Pel gener de 1565 va ser elegit patriarca, recolzat pel prefecte Miquel Cantacuzè i va controlar amb eficàcia la tresoreria del patriarcat. Es va mantenir neutral amb les disputes entre catòlics i protestants, però buscava la unificació de les esglésies d'Orient i d'Occident. Miquel Cantacuzè va ser també l'instigador de la seva destitució l'any 1572. Va poder fer-se càrrec de la diòcesi de Quios i de la de Larisa, que després va vendre per mil florins. Sense èxit, va voler tornar a ser patriarca, i l'any 1573 el van exiliar a Terra Santa. L'any 1576 va repetir els seus esforços d'arribar altre cop al patriarcat i que el novembre de 1579 va tornar a ser elegit. Va ser al tron patriarcal fins al 9 d'agost de 1580, quan va morir.